# Diritto israeliano
Il diritto israeliano si basa principalmente su un sistema legale di common law, sebbene rifletta anche la diversa storia del territorio dello Stato di Israele nel corso degli ultimi cento anni (che è stato in vari momenti prima dell'indipendenza sotto la sovranità ottomana, poi britannica), così come i sistemi legali delle sue principali comunità religiose. Il sistema legale israeliano si basa sulla common law, che incorpora anche aspetti del diritto civile. La dichiarazione d'indipendenza israeliana affermava che sarebbe stata scritta una costituzione formale, sebbene sia stata continuamente posticipata dal 1950. Al contrario, le Leggi Fondamentali di Israele (in ebraico: חוקי היסוד, ħuqey ha-yesod), huqey ha-yesod) funzionano come leggi costituzionali del paese. Gli statuti emanati dalla Knesset, in particolare le leggi fondamentali, forniscono un quadro arricchito da precedenti politici e della giurisprudenza. Le influenze straniere e storiche sul moderno diritto israeliano sono varie e includono la Mejelle (in ebraico: מג'לה; il codice civile dell'Impero ottomano) e il diritto civile tedesco, il diritto religioso (l'Halakha ebraica e la Sharia musulmana; per lo più pertinente nell'area del diritto di famiglia) e del diritto comune britannico. I tribunali israeliani sono stati influenzati negli ultimi anni dal diritto statunitense e dal diritto canadese e, in misura minore, dal diritto continentale (principalmente dalla Germania).

## Storia
Il sistema giudiziario nell'allora Palestina mandataria, in seguito moderno Stato di Israele, è stato istituito da un alto ufficiale giudiziario britannico, Orme Bigland Clarke, nominato dal generale Edmund Allenby nel 1918, in seguito alla conquista britannica. L'amministrazione militare britannica fu sostituita con una civile che operava secondo la Costituzione della Palestina mandataria, promulgata attraverso un Ordine in Consiglio dal monarca britannico nel 1922.
La Gran Bretagna, a cui è stato dato il mandato della Società delle Nazioni per governare la Palestina, ha implementato il sistema di Common Law, ad eccezione del sistema della Sharia. Precedenti legali in atti illeciti e contratti sono stati presi in prestito dall'Inghilterra e alcune aree legali sono state codificate per garantire la certezza del diritto. Così il codice penale in Israele era praticamente lo stesso di quelli usati dagli inglesi in India o in altre colonie e territori.
Al momento dell'indipendenza, è stato firmato un disegno di legge d'indipendenza come manifesto per il nuovo Stato. Sebbene sia stata redatto come una dichiarazione universale e democratica che cattura le idee nobili prevalenti all'epoca, non è vincolante, sebbene sia stata occasionalmente utilizzata come strumento guida dai tribunali.
Con l'istituzione dello stato, il diritto inglese così com'era alla data dell'indipendenza rimase vincolante, con gli sviluppi della legge inglese successivi al 1948 persuasivi e non vincolanti. Ciò è stato reso possibile dal primo atto legislativo del Consiglio di Stato provvisorio, che ha emanato uno statuto di recepimento nell'ambito dell'"Ordinanza sulla legge e l'amministrazione" pubblicata il 19 maggio 1948, quattro giorni dopo la Dichiarazione d'indipendenza.
Alcuni aspetti del diritto turco ottomano rimangono ancora oggi, come il mettere lo status personale e il diritto sul matrimonio nelle mani dei tribunali religiosi. Anche i turchi adottarono il sistema di catasto napoleonico. Molte leggi turche rimangono in vigore.
Dall'indipendenza il giovane Stato di Israele era ansioso di ottenere il riconoscimento sulla scena internazionale aderendo ai trattati internazionali e partecipando ai negoziati dei trattati internazionali, ad esempio la convenzione di Varsavia.
Durante gli anni '60 ci fu una corsa a codificare gran parte della Common Law nelle aree dei contratti e degli illeciti. Le nuove leggi erano una miscela di Common Law, giurisprudenza locale e nuove idee. Nel 1977 la Knesset ha codificato il codice penale. Dagli anni '90 il ministero della Giustizia israeliano, insieme a giuristi di spicco, ha lavorato a una completa ricodifica di tutte le leggi relative alle questioni civili. Questa nuova proposta di codice civile è stata introdotta nel 2006, ma la sua adozione attraverso la legislazione dovrebbe richiedere molti anni, se non decenni.
Come risultato del "diritto dell'Enclave", ampie porzioni del diritto israeliano vengono applicate agli insediamenti israeliani e ai residenti israeliani nei territori occupati.

## Sistema giudiziario israeliano
La Corte dei magistrati (Beit Mishpat Hashalom) gestisce casi civili inferiori a 2,5 milioni di siclo (ma non controversie sulla proprietà delle terre) e casi penali in cui la pena massima è di 7 anni. Le Corti dei magistrati si trovano nella maggior parte delle città israeliane. La Corte dei magistrati ha 6 suddivisioni. (1) Il Tribunale per i minorenni si occupa di reati commessi da persone che non avevano compiuto 18 anni alla data dell'azione penale e alcune questioni relative all'allontanamento dei minori dalla custodia parentale. (2) Il Tribunale della famiglia si occupa di tutte le cause civili in cui le parti sono stretti familiari. (3) Il tribunale per le controversie di modesta entità si occupa di casi inferiori a 30.000 shekel. (4) "Hotsa'a Lapoal" è l'ufficio degli ufficiali giudiziari per la riscossione dei crediti giudiziari. (5) Il Tribunale del traffico si occupa di tutte le infrazioni stradali. (6) La Corte dei problemi locali si occupa di tutti i reati perseguiti dalle autorità locali (ticket di parcheggio, violazioni sulla pianificazione ecc.).
Il Tribunale distrettuale (Beit Mishpat Mehozi) si occupa di tutte le questioni civili e penali non soggette alla giurisdizione della Corte dei magistrati, comprese le controversie sulla proprietà delle terre. Questo tribunale ha anche giurisdizione sulla maggior parte dei casi amministrativi. Questa corte prende in esame anche i ricorsi della Corte dei magistrati. Ci sono sei tribunali, uno in ciascuno dei distretti di Israele: Gerusalemme (ha anche giurisdizione extra per questioni extraterritoriali), Tel Aviv, Haifa, Centro (a Petah Tiqwa), Sud (a Be'er Sheva) e Nord (a Nazareth).
La Corte suprema di Israele (Beit Mishpat Elyon) ascolta principalmente i ricorsi della Corte distrettuale, ma siede anche come Alta corte di giustizia e come tale esamina i casi amministrativi non sotto la giurisdizione dei Tribunali distrettuali. Molti casi politici e casi di interesse internazionale sono esaminati dalla Corte suprema che si riunisce come Alta corte di giustizia.
Il Tribunale del lavoro (Batei Ha'din Le'avoda) ascolta tutti i casi in cui le parti sono datore di lavoro e dipendente, tutti i casi contro l'Istituto nazionale di previdenza e alcune altre questioni di orientamento sociale. È un sistema indipendente composto da 5 tribunali distrettuali (Gerusalemme, Tel Aviv, Haifa, Sud e Nord) e un tribunale nazionale a Gerusalemme (Beit Ha'din Ha'artzi).
Ci sono anche tribunali religiosi in Israele. Alcune questioni legali specifiche in Israele (ad esempio, questioni di status personale come matrimonio e divorzio) rientrano nella giurisdizione del sistema del tribunale religioso. Esiste un elenco di comunità religiose legalmente riconosciute: ebrea, musulmana, cristiana greco-ortodossa, cristiana cattolica ecc. La piccola comunità cristiana protestante in Israele non è riconosciuta; la comunità ebraica per questo scopo non include le denominazioni non ortodosse, riformata e conservatrice. Ogni comunità religiosa ha il proprio tribunale religioso. Ad esempio, matrimoni ebraici sono sanzionati solo dal Consiglio religioso locale, ei divorzi degli ebrei sono gestiti esclusivamente dai tribunali rabbinici. I giudici (dayanim) dei tribunali rabbinici ebraici sono tutti rabbini ortodossi. (Le questioni accessorie al divorzio come la distribuzione della proprietà, l'affidamento dei figli, ecc. sono trattate nei tribunali della famiglia, ma sarà applicata la legge personale delle parti).
I giudici dei vari tribunali sono scelti da un comitato composto da 9 membri: 3 giudici della Corte suprema, 2 ministri del governo (uno è il ministro della giustizia), 2 membri della Knesset (uno dell'opposizione) e 2 rappresentanti dell'Ordine degli avvocati di Israele. La composizione del comitato è leggermente diversa quando sceglie i giudici del tribunale del lavoro o i giudici dei tribunali religiosi.